# Saveuse
Saveuse là một xã ở tỉnh Somme, vùng Hauts-de-France, Pháp.

## Địa lý
Thị trấn này có cự ly khoảng 3 dặm Anh về phía tây của Amiens, trên đường D211.

## Dân số
| 1962                                                  | 1968 | 1975 | 1982 | 1990 | 1999 |
| ----------------------------------------------------- | ---- | ---- | ---- | ---- | ---- |
| 340                                                   | 355  | 604  | 858  | 864  | 776  |
| Số liệu dân số từ năm 1962, dân số không tính hai lần |      |      |      |      |      |